# Giovanni I Chiaramonte

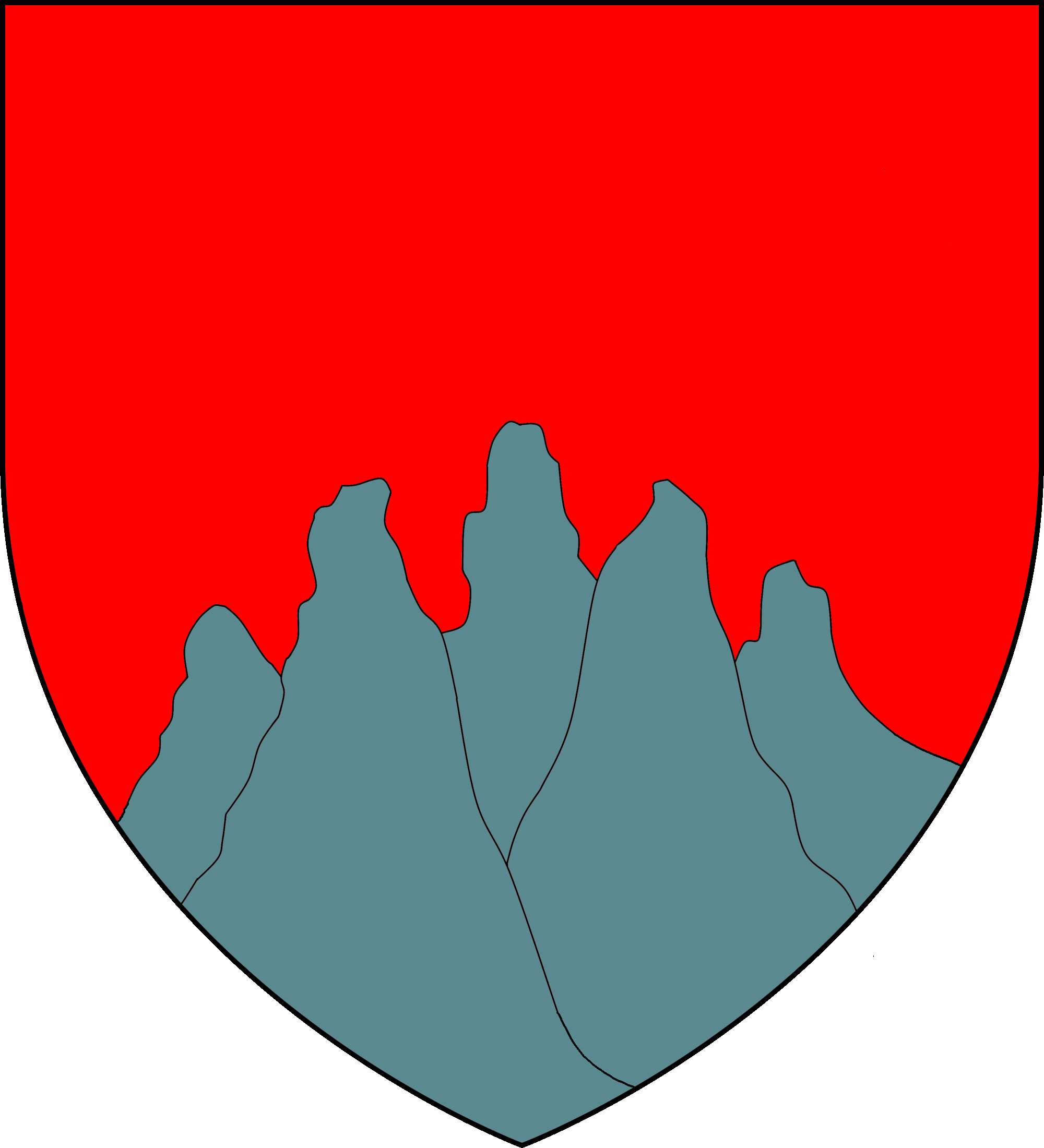
Stemma Chiaramonte

Giovanni Chiaramonte Prefoglio, noto come Giovanni il Vecchio (Girgenti, ... – Palermo, 1339), è stato un nobile, politico e militare italiano del XIV secolo.

## Biografia
Nacque presumibilmente nella seconda metà del XIII secolo a Girgenti, da Federico, signore di Sutera, e da Rosalia Prefoglio, detta Marchisia, rampolla di una potente famiglia nobile girgentina di rango comitale.
Prese parte alle Guerre del Vespro in Sicilia, in cui appoggiò l'iniziativa militare di Federico d'Aragona contro il passaggio dell'isola agli Angioini - favorito dalla rinuncia fatta dal fratello il re Giacomo II di Aragona al Trattato di Anagni - che nel 1296 sarebbe stato incoronato Re di Sicilia. Tra l'ottobre 1298 e il febbraio 1299, le truppe del Re Giacomo assediarono vanamente Siracusa, la cui difesa era affidata al Chiaramonte; nel 1300 partecipò alla spedizione navale contro le coste del Regno comandata dal genovese Corrado Doria, a capo di trentadue galee, in cui la flotta siciliana il 4 luglio fu sconfitta nei pressi dell'Isola di Ponza da quella angioina comandata dall'ammiraglio Ruggiero di Lauria. In quella circostanza il Chiaramonte fu fatto prigioniero dai nemici assieme al Doria e ad altri nobili siciliani come Palmiero Abate, Enrico d'Incisa, Pellegrino di Patti, e altri. Successivamente liberato, nel 1301 partecipò ad un'altra spedizione navale formata da ventisette galee, e fatto nuovamente prigioniero, venne subito liberato attraverso uno scambio con il cavaliere napoletano Bartolomeo Siginolfo, catturato dai siculo-aragonesi.
Nel 1302, su incarico del Re Federico difese Caccamo dall'assedio operato dalle truppe angioine comandate da Carlo di Valois, sbarcato nell'isola nell'ultimo tentativo di sottometterla al dominio del Regno di Napoli. Il 31 agosto di quell'anno, le ostilità tra Aragonesi di Sicilia e Angioini cessarono con l'accordo di pace firmato al castello di Caltabellotta dal Re Federico e dal Valois, con quest'ultimo in rappresentanza del re Carlo II d'Angiò.
Nel 1306 acquistò da Cirino, priore di Santa Maria di Ustica e di Sant'Onofrio, un'estesa tenuta in prossimità del mare, al Piano di Sant'Erasmo a Palermo, dove il fratello Manfredi fece avviare la costruzione della dimora di famiglia, il Palazzo Chiaramonte-Steri. In quello stesso anno fondò la Cappella dei Chiaramontani della Chiesa di San Nicolò alla Kalsa.
Dopo appena dodici anni si ruppe la tregua tra Aragonesi e Angioini stabilita con la Pace di Caltabellotta: nel 1315, il Re Federico lo creò capitano generale di un esercito formato da 4.000 cavalli e da numerosi fanti, per arrestare a Trapani l'avanzata delle forze angioine guidate dal loro sovrano Roberto d'Angiò: la flotta fu impossibilitata a spostarsi e ad affrontare quella nemica, a causa di condizioni meteorologiche sfavorevoli dovute a un forte vento da sud-ovest giunto all'altezza del Capo San Vito. Per queste ragioni il Re Federico fu costretto alla tregua con l'Angioino.
La posizione del Chiaramonte alla corte siculo-aragonese in ambito politico e militare divenne sempre più importante, dapprima con l'assunzione dell'ufficio di Gran siniscalco del Regno, lasciatogli nel 1317 dal fratello Manfredi, e di quello di procuratore generale e maestro razionale del Regno nel 1321; nel maggio 1325 fu a capo della difesa di Palermo assediata da 115 galee angioine comandate da Carlo d'Angiò, duca di Calabria, e nel 1328 partecipò ad una spedizione anti-angioina comandata dall'infante Pietro II di Aragona, alleato di Ludovico il Bavaro, arrivando fino a Pisa.
Nel 1332, quando il nipote Giovanni, conte di Modica organizzò l'agguato ai danni di Francesco Ventimiglia, conte di Geraci, il Re lo chiamò a corte come capo della famiglia per tentare una mediazione. L'aperta ribellione di Giovanni e il suo conseguente bando dal Regno, tornarono comunque a pieno vantaggio dei figli del Chiaramonte: nel 1335 i beni del Conte Giovanni -compresa la Contea di Modica - furono concessi al suo primogenito Manfredi, il quale tuttavia li dovette restituire, quando nel 1337, dopo la morte di Federico III, Giovanni venne riammesso nella grazia del nuovo sovrano il figlio Pietro II.
Nel 1333, il Re di Sicilia lo inviò a liberare la fortezza di Castellammare, occupata dagli Angioini. Con il Re Pietro II, nel 1337 compì la sua ultima impresa militare, con la liberazione di Brucato, Collesano e Gratteri, occupate dalle truppe comandate da Roberto d'Angiò, che il 5 maggio era sbarcato a Roccella.
Morì a Palermo nel 1339 e fu sepolto nella cappella di famiglia della Chiesa di San Nicolò alla Kalsa.

### Matrimonio e discendenza
Giovanni Chiaramonte Prefoglio ebbe per moglie la nobildonna Lucca Palizzi, figlia di Nicolò, cavaliere e Gran cancelliere del Regno, appartenente ad una dinastia di origine normanna, particolarmente potente a Messina.
Dall'unione con la Palizzi nacquero i seguenti figli:
- Manfredi
- Enrico
- Federico
- Giacomo
- Ugone
- Isabella
- Beatrice
- Marchisia
- Guttierra.[13]